# Sogdiana (Sängerin)

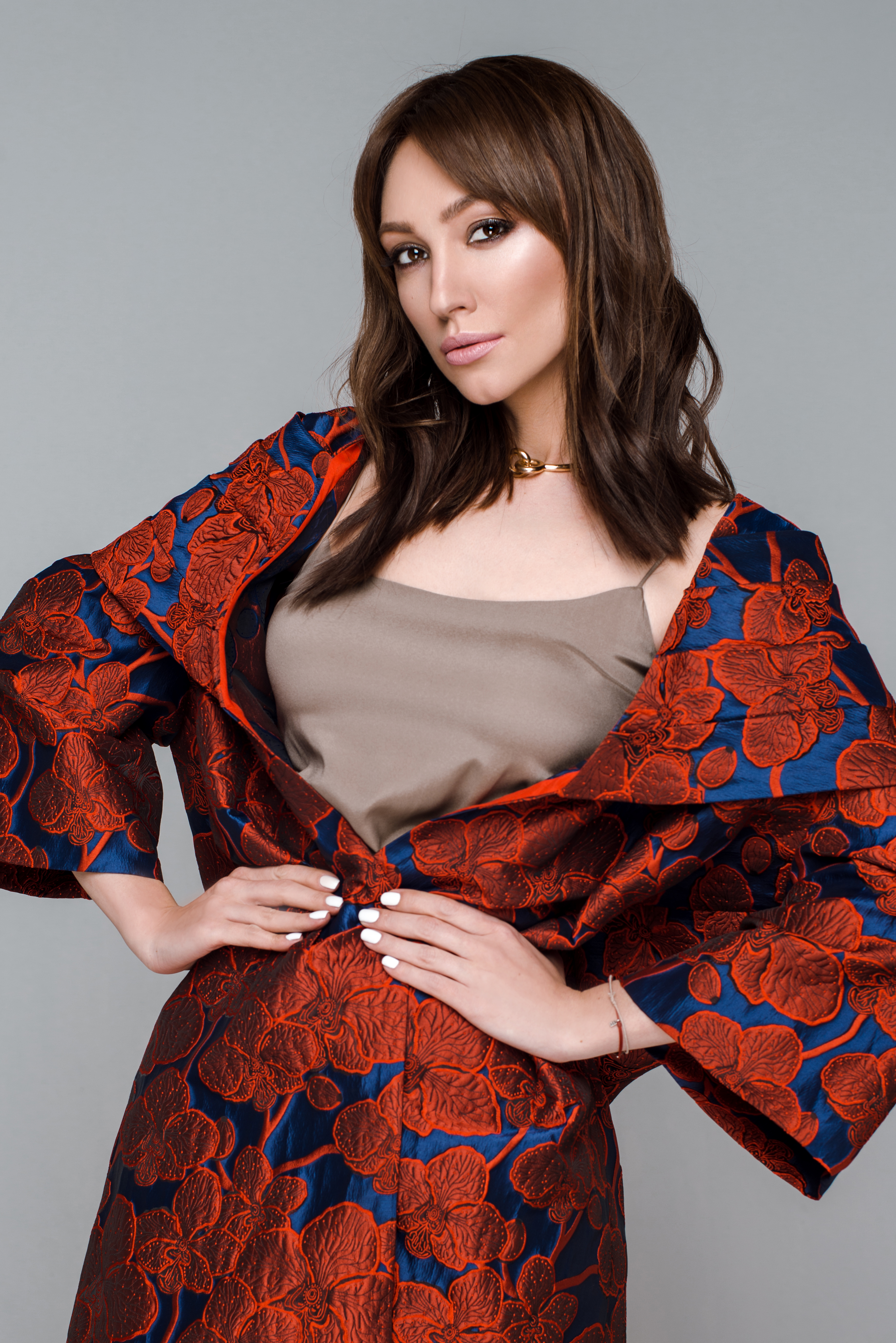
Sogdiana, 2018

Sogdiana (eigentlich Oksana Wladimirowna Netschitajlo, russisch Оксана Владимировна Нечитайло, auch Sogdiana Fedorinskaja; * 17. Februar 1984 in Taschkent, Usbekische SSR, Sowjetunion) ist eine usbekisch-russische Sängerin und Schauspielerin. Sie singt in russischer, ukrainischer, usbekischer sowie französischer und englischer Sprache. Einige ihrer Lieder hat sie selbst geschrieben. Ihr Künstlername bezieht sich auf das alte Reich Sogdiana (Sogdien).

## Diskographie
Alben
- 2011: Эдем
- 2018: Согдиана
- 2018: Я выбираю тебя

Singles
- 2018: Будь со мной
- 2018: С тобой
- 2018: Sen Deb
- 2018: Для тебя
- 2018: Я выбираю тебя (Alex Davia Dance Edit)
- 2019: Много ли надо?
- 2019: Колцо (feat. Karim)
- 2019: Лови
- 2019: Yori Jonam
- 2019: Скачала
- 2020: Самый лучший день
- 2020: Мама
- 2021: Mi Amore
- 2021: Сердце-магнит (New Version 2021)
- 2021: Секрет (feat. SAMIRA)
- 2021: Королева Востока
- 2022: Поцелуй
- 2023: Не говори нет
- 2023: Иди на свет

Gastbeiträge
- 2018: О тебе (Timur Temirov feat. Sogdiana)
- 2019: Почему (Гузель Уразова feat. Sgdiana)